# Велигер
Велигер је врста ларве бескичмењака, присутна код већине мекушаца. Развија се из јајета или ларве трохофоре, увеличавањем цилијарних трака и почетном диференцијацијом појединих органа (плашта, стопала, љуштуре). Живи у планктону.